# Erik

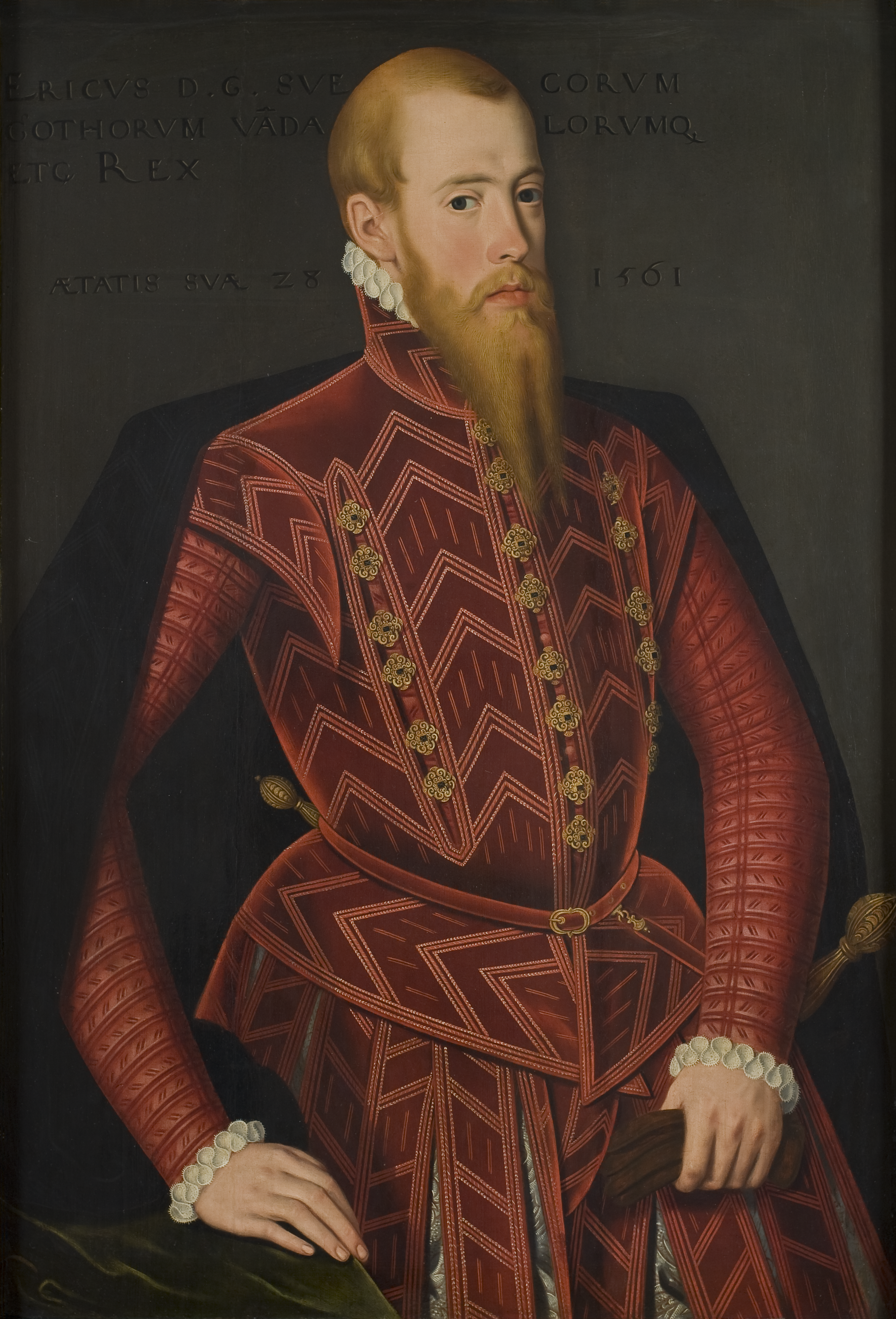
Kung Erik XIV av Sverige

Erik, samt stavningsvarianten Eric, är ett nordiskt mansnamn av germanskt/fornnordiskt ursprung, ursprungligen Airikr som är sammansatt av ett förled som betyder 'ensam' eller 'alltid', och ett efterled som betyder 'härskare, kung' eller 'stor, mäktig'. Efterleden delar etymologi med liknande ord i indoeuropeiska språk: -rix i keltiska språk, rex på latin och raja på sanskrit.
2019 var namnet Sveriges vanligaste namn bland män.[källa behövs]
Det äldsta belägget i Sverige är en runinskrift från 1000-talet på nu försvunnen sten i Kusta, Uppland: Erik och suir och Tonna satte denna sten efter Gudmund sin fader. 
Det har sedan äldsta tider förekommit som kungligt namn i Norden, se Erik (kungar). Datumet i almanackan är tillägnat Erik den helige som enligt legenden mördades den 18 maj 1160 och därefter blev föremål för en stark helgonkult. Eriksdagen var länge en helgdag i Sverige.
Namnet är efter Karl det näst vanligaste mansnamnet i Sverige och ett av de få som varit vanligt i alla tider. Senast på 1990-talet hade det en av sina många popularitetstoppar, då det efter Markus var det näst vanligaste namnet på nyfödda pojkar. I statistiken för årtiondena från och med 1920-talet tillhör Erik de tio vanligaste namnen på pojkar födda under 1920–30-talen samt 1980–90-talen och årtiondet 2000-talet.
På 1930- och 1940-talet var namnet också vanligt i dubbelnamn som Jan-Erik, Karl-Erik med flera. Jerker, Jerka och Jerk är varianter av namnet Erik. Den finska formen är Erkki, den tyska Erich och den engelska Eric.
Det fanns 2014 drygt 335 000 personer i Sverige med förnamnet (varianterna Erik, Eric, Erick och Erich), varav knappt 69 400 hade det som tilltalsnamn. Under samma år fick 382 nyfödda pojkar Erik som tilltalsnamn, 66 pojkar fick stavningen Eric. Tillsammans med andra stavningar var namnet det 34:e populäraste det året. Det finns även två svenska kvinnor med Erik som tilltalsnamn.
Namnsdag för Erik är sedan medeltiden 18 maj i Sverige. I den finlandssvenska namnsdagslängden har Erik namnsdag 18 maj sedan starten 1929, då en egen namnsdagskalender togs i bruk för finlandssvenskar.

## Kungar

### Danmark
- Erik Ejegod, kung 1095-1103.
- Erik Emune, kung 1134-1137.
- Erik Lamm, kung 1137-1146.
- Erik Plogpenning, kung 1241-1250.
- Erik Klipping, kung 1259-1286.
- Erik Menved, kung 1286-1319.
- Erik av Pommern, kung 1396-1439.

### Norge
- Erik Blodyx, kung 931-933.
- Erik Prästhatare, kung 1280-1299.
- Erik av Pommern, kung 1396-1442.

### Sverige

#### Sagokungar
- Erik Agnesson, 300-talet eller 400-talet.
- Erik Björnsson, ca 805 - 819.
- Erik Refilsson, ca 819 - 829.
- Erik, 800-talet (enligt Rimbert).
- Erik Anundsson och (samma som)/eller Erik Väderhatt, ca 853 - 882.
- Erik Ringsson, ca 940 - 950.
- Erik Årsäll, ca 1087 - 1088.

#### Historiska
- Erik Segersäll, kung 970-995.
- Erik och Erik, två tronpretendenter c. 1067, som stred med varandra
- Erik den helige, kung 1156-1160.
- Erik Knutsson, kung 1208-1216.
- Erik Eriksson, kung 1222-1229 och 1234-1250.
- Erik Magnusson, kung 1357-1359.
- Erik av Pommern, kung 1396-1434, 1435-1436 och 1436-1439.
- Erik XIV, kung 1560-1568.

## Övriga personer med förnamnet
- Erik Abrahamsson (idrottare), friidrottare, OS-brons 1920
- Erik Adlerz, "Loppan", svensk simhoppare, OS-guld 1912
- Carl Eric Almgren, svensk general, f.d. arméchef
- Erik Almlöf, friidrottare, OS-brons 1912 och 1920
- Erik Andersson (arkitekt), svensk arkitekt
- Erik Andersson (författare), svensk skönlitterär författare
- Erik Ask-Upmark (professor)
- Erik Aurelius den yngre, svensk biskop
- Erik Aurelius den äldre, svensk biskop
- Eric Backman, svensk friidrottare, OS-silver och OS-brons 1920
- Erik Berglund, "Bullen", svensk skådespelare
- Erik Bergman (präst), far till Ingmar Bergman
- Erik Bergman (1911-2006), finländsk tonsättare och dirigent
- Erik Bergsten, svensk programledare
- Erik Bladström, kanotist, OS-guld 1936
- Erik Blomberg, svensk författare, översättare och konsthistoriker
- Erik Blomberg, finländsk filmregissör, skådespelare, manusförfattare och filmfotograf
- Erik Blomberg, svensk tonsättare och musiklärare
- Erik Blomqvist (skytt), OS-guld 1912
- Erik Boheman, politiker (Fp), diplomat, talman
- Sven-Erik Bucht, politiker (s), statsråd
- Erik "Jerka" Burman, svensk ishockeyspelare
- Erik Byléhn, svensk friidrottare, OS-silver 1928
- Eric Bäckman, svensk artist och skådespelare
- Eric Cantona, fransk fotbollsspelare
- Eric Carlberg, militär, sportskytt, OS-guld 1912
- Erik Carlsson "Carlsson på taket", rallyförare
- Eric Carr, amerikansk trummis i hårdrockbandet Kiss
- Erik Charpentier, gymnast, OS-guld 1920
- Eric Clapton, brittisk rockmusiker
- Erik Dahlbergh, fältherre
- Eric Danielsen, dansk journalist
- Sven-Erik Danielsson, längdskidåkare, vasaloppsvinnare
- Erik Drake (musiker)
- Erik Edman, svensk fotbollsspelare
- Per-Erik Eklund, svensk ishockeyspelare
- Erik Elmsäter, svensk friidrottare, OS-silver 1948
- Erik Enge, norsk politiker
- Erik Enge, finsk-svensk skådespelare
- Eric Enlund, svensk lantbrukare, lärare, statsråd (FP)
- Eric Ericson, svensk skådespelare
- Eric Ericson, svensk dirigent och körledare
- Lars Eric Ericsson, politiker, f.d. landshövding
- Erik Eriksen, dansk politiker, f.d. statsminister
- Karl Erik Eriksson, lantbrukare, auktionsutropare, politiker, vice talman
- Erik Fahlcrantz, svensk teolog och skald, ledamot av Svenska Akademien
- Erich von Falkenhayn, tysk militär, generalstabschef, general.
- Erik Fernström, känd som Jerry Williams, rocksångare, artist
- Erik Fichtelius, svensk journalist
- Karl-Erik Forsslund, författare
- Erik Fredriksson, fotbollsdomare
- Erik Friborg, cyklist, OS-guld 1912
- Erik Fritzon, svensk handbollsspelare
- Eric Gadd, svensk artist
- Erik Gadd, finländsk jurist
- Erik Gustaf Geijer, författare, historiker, kompositör
- Bengt-Erik Grahn, svensk alpin skidåkare
- Erik Granfelt, gymnast, OS-guld i lag 1908
- Erik Grönwall, svensk sångare
- Lars-Erik Gustafsson (hinderlöpare)
- Erik Hammarsten, politiker, landshövding
- Per-Erik Hedlund, längdskidåkare, bragdmedaljör
- Eric Heiden, amerikansk skridskoåkare och tävlingscyklist, 5 OS-guld 1980
- Erik Hell, svensk skådespelare
- Hans-Eric Hellberg, svensk författare
- Eric Holder, amerikansk demokratisk politiker, justitieminister 2007-2015
- Curt-Eric Holmqvist, svensk kapellmästare
- Erik Holmqvist, politiker (S), statsråd
- Erik Homburger Erikson, judisk-amerikansk psykoanalytiker
- Erich Honecker,  tysk politiker och Östtysklands (DDR) politiske ledare 1971-1989 och statsöverhuvud 1976-1989
- Eirik Hornborg, finlandssvensk historiker, politiker, författare
- Erik Hämäläinen, finländsk ishockeyspelare
- Björn-Erik Höijer, svensk författare
- Eric Idle, brittisk komiker, medlem i Monty Python
- Bo Eric Ingelmark, professor i anatomi, universitetsrektor
- Erik Alexander Ingman, finländsk läkare och fennoman
- Erik Jansson (predikant)
- Sven-Eric Johanson, svensk tonsättare och organist
- Erik "Jerka" Johansson, svensk skådespelare
- Erik Axel Karlfeldt, svensk författare och mottagare av Nobelpriset i litteratur
- Erik Karlsson (ishockeyspelare)
- Erik Mikael Karlsson, svensk radioproducent och tonsättare
- Eric Kendricks, amerikansk utövare av amerikansk fotboll
- Erik Kiviniemi, finlandssvensk skådespelare
- Erich Kleiber, österrikisk dirigent
- Eric af Klint, svensk sjömilitär
- Erik Krönmark, politiker (M), f.d. statsråd, f.d. landshövding
- Erik Kynard, amerikansk friidrottare
- Erik Lantz, svensk musiker
- Erik Lamela, argentinsk fotbollsspelare
- Erik Larsson, (”Kiruna-Lasse”), svensk längdskidåkare
- Hans-Erik Larsson, längdskidåkare
- Lars-Erik Larsson, svensk kompositör
- Per-Erik Larsson, svensk längdskidåkare
- Erik de Laval, modern femkampare, OS-silver 1920
- Eric Lennarth, Konstnär
- Eric Lemming, svensk friidrottare, OS-brons 1906, OS-guld 1906, 1908 och 1912
- Eric Liddell, brittisk friidrottare och missionär
- Erik Lindegren, svensk författare
- Erik Lindén (brottare), OS-brons 1948
- Erik Hjalmar Linder, svensk författare
- Erik Lindh, bordtennisspelare
- Eric Linklater, brittisk författare
- Erich Ludendorff, tysk militär, general, senare nazist
- Erik Lundh (landshövding), svensk ämbetsman
- Erik Lundkvist, organist
- Erik Lundqvist, "Målarn", friidrottare, OS-guld 1928
- Jan-Erik Lundqvist, tennisspelare
- Lars-Erik Lundvall, svensk ishockeyspelare
- Erik Lönnroth, svensk historiker
- Lars-Erik Lövdén, svensk politiker (s), f.d. statsråd, f.d. landshövding
- Sven-Erik Magnusson, sångare, klarinettist, gitarrist, saxofonist
- Erik Malmberg, brottare, OS-guld 1932, OS-silver 1928, OS-brons 1924
- Erich von Manstein, tysk general
- Erkki Melartin, finländsk tonsättare
- Erich Mende, västtysk politiker (FDP)
- Erich Mielke, östtysk säkerhetschef, chef för Stasi
- Eirik Newth, norsk författare
- Erik Nilsson, flera personer
- Karl-Erik Nilsson (brottare), OS-guld 1948
- Karl-Erik Nilsson, ordförande Svenska Fotbollförbundet
- Sven-Eric Nilsson, jurist, statsråd
- Erik Niva, sportjournalist
- Erik Norberg (historiker), tidigare riksarkivarie
- Erik Norberg (gymnast), OS-guld i lag 1908
- Adolf Erik Nordenskiöld, svensk polarforskare
- Eric Ny, svensk friidrottare
- Erik Nyström, svensk missionär och översättare
- Ericus Olai, svensk professor i teologi, historiker
- Erik Pausin, österrikisk konståkare
- Erik Penser, svensk finansman
- Eric Persson, fotbollsledare
- Erik Pettersson (cyklist), numera Erik Fåglum, tävlingscyklist
- Eric Porter, engelsk skådespelare
- Erich Raeder, tysk storamiral
- Jean Eric Rehn, svensk arkitekt
- Erich Maria Remarque, tysk författare
- Eric M. Runesson, svensk jurist, justitieråd, ledamot av Svenska Akademien
- Eric Ruuth, svensk greve, statsråd och företagare. Grundare av Höganäsbolaget.
- Johan Erik Rydqvist, svensk språkvetare, ledamot av Svenska Akademien
- Erik Röde, Grönlands upptäckare
- Eric Saade, svensk sångare
- Erik Saedén, operasångare
- Eric Sahlström, nyckelharpist
- Erik Satie, fransk kompositör
- Erik Scavenius, dansk diplomat och politiker
- Erik Segerstedt, svensk sångare
- Eric Singer, amerikansk hårdrockstrummis
- Lars-Erik Sjöberg, svensk ishockeyspelare
- Erik Sparre
- Erik Johan Stagnelius, svensk författare
- Erik Stenlund, speedwayförare
- Erik Strandmark, svensk skådespelare
- Erich von Stroheim, amerikansk regissör och skådespelare
- Erik Stårck, svensk ämbetsman
- Wilhelm Erik Svedelius, svensk statsvetare och historiker
- Carl-Erik Svensson, gymnast, OS-guld 1912
- Erik "Spänst" Svensson, svensk friidrottare, OS-silver 1932
- Eric Trolle, svensk landshövding och riksmarskalk
- Erkki Tuomioja, finländsk politiker, statsråd
- Erik Upmark,  svensk ämbetsman, civilingenjör och generaldirektör för Statens Järnvägar 1949–1969.
- Per Erik Wahlund, svensk kritiker, författare och översättare
- Erik Valdemarsson, svensk kung
- Erik Wallenberg, svensk forskare och uppfinnare
- Erik Wallerius, seglare, OS-guld 1912
- Erik Wegraeus, f.d. riksantikvarie
- Erik Wellander, svensk språkvetare
- Eric Wesström, jägmästare, landshövding
- Erik Westberg, svensk kördirigent
- Erik Westerlind, svensk ämbetsman, landshövding
- Erik Wickberg, svensk officer i Frälsningsarmén
- Jan-Erik Wikström, svensk ämbetsman, förlagsman, politiker och statsråd
- Jan-Erik Wikström, svensk balettdansör
- Eric Williams, brittisk författare
- Erik Wästberg, svensk publicist
- Erik Zetterström, känd under pseudonymen Kar de Mumma, svensk revyförfattare och skriftställare
- Erik Ågren (författare), finlandssvensk författare
- Erik Ågren (boxare), OS-brons 1936
- Erik Åsbrink, politiker (S), f.d. statsråd
- Lars-Eric Örtegren, svensk journalist
- Erik Öst, svensk spelman
- Jon-Erik Öst, svensk spelman

## Fiktiva personer med förnamnet
- Erik, rik bondson i Fredrik August Dahlgrens sångspel Wermlänningarne från 1846.
- Erik, det egentliga namnet på titelfiguren i Gaston Leroux' roman Fantomen på Operan från 1910 som senare har filmatiserats och även har bildat underlag till Andrew Lloyd Webbers musikal med samma namn.
- Erik Grane, titelperson i Gustaf af Geijerstams roman Erik Grane från 1885
- Erik "Jerker" Scholke, en av pojkarna i Sigfrid Siwertz roman Mälarpirater från 1911.
- Lill-Erik, person i ungdomsböckerna i Berts universum av Anders Jacobsson och Sören Olsson.
- Erik Ponti, rollfigur i en rad romaner av Jan Guillou och författarens alterego.